# 獵鷹5號運載火箭
獵鷹5號運載火箭為一兩節式不可重複使用的運載火箭，由SpaceX研發與製造。第一節有五個默林引擎，第二節則有一個，都以煤油及液態氧為燃料，此火箭型號最終被取消，沒有任何一枚獵鷹5號運載火箭被建造出來。	

## 性能
獵鷹5號運載火箭靈感來自農神5號運載火箭，其特色是能夠在1至2顆引擎損壞的情況下完成任務，獵鷹5號運載火箭被認為安全係數可以到達載人的地步。

## 發射地點
首次發射在馬紹爾群島瓜加林（Kwajalein）環礁雷根（Reagan）發射場發射，第二次發射將在范登堡（Vandenbreg）空軍基地複合體3W發射。
- 范登堡（Vandenbreg）空軍基地複合體3W
- 卡納維爾（Canaveral）角空軍基地複合體36
- 馬紹爾群島瓜加林（Kwajalein）環礁雷根（Reagan）發射場
- 克迪亞克（Kodiak）島
- 瓦拉普斯（Wallops）島

## 獵鷹9號火箭衍生設計
最初獵鷹5號運載火計畫在在2005~2006年發射，不過隨後被取消，轉而建造運載能力較大的獵鷹9號運載火箭，獵鷹9號火箭的第一節為九枚默林引擎，可以使每公斤酬載所需燃料減少，進而在商業酬載市場更有競爭力。

## 外部連結
- 設計公佈 (SpaceX 新聞稿)